# Натс (покер)
Натс (англ. nuts) — розмовний, жаргонний вираз серед гравців у покер, що позначає найсильнішу можливу руку у даній роздачі і впевненість гравця у домінуючій силі цієї руки. Прикладом натсу може бути сет королів, складений з кишенькової пари карт K♦ K♠ на флопі K♥ 4♠ 3♠. Проте наявність натсу на флопі не означає однозначну перемогу на шоудауні, оскільки на наступних вулицях (тьорн і рівер) ситуація може змінитись і у супротивника може скластися каре, фул-хаус, флаш, стріт і навіть флаш-стріт і флаш-рояль.
Також старший флаш і стрейт називають натсовий флаш або натсовий стрейт, маючи на увазі найкращий з усіх можливих флаш і стрейт.